# Arkegon

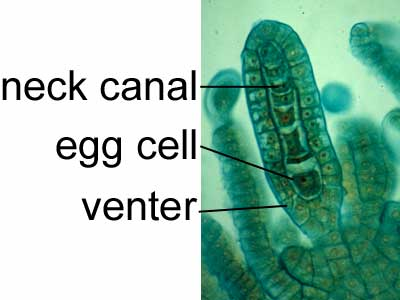
Arkegonets anatomi

Arkegon är de honliga könsorganen hos mossor och ormbunksväxter (ormbunkar, fräken, lummer) och fanerogamer. Gemensamt kallas de för arkegoniater. De hanliga könsorganen hos dessa växter kallas anteridier.
Arkegonet är en flaskformig bildning, i vars botten en stor äggcell ligger. Vid befruktningen tränger sig de hanliga könscellerna (rörliga spermatozoider) genom arkegonets hals ner till äggcellen. Arkegon av samma typ men med reducerad halsdel och helt nedsänkt i frövitan förekommer även hos nakenfröiga växter. Hos gömfröiga växter är de mycket starkt reducerade.